# Sterling Presser Architects+Engineers
STERLING PRESSER Architects+Engineers est une agence d’architecture et d’ingénierie fondée par Nicolas Sterling et Elke Presser. Le cabinet associe les disciplines de l’architecture et du génie structurel.

## Historique
L’agence STERLING PRESSER Architects+Engineers est fondée en 2018 à Berlin par l’ingénieur-architecte français Nicolas Sterling et l’architecte allemande Elke Presser.

## Activité
L’agence combine conception architecturale et ingénierie structurelle dans une approche intégrée. Elle intervient sur des projets d’équipements culturels, d’infrastructures, d’aménagements urbains, de complexes sportifs et de programmes mixtes en Europe, en Asie et au Moyen-Orient. Le studio utilise notamment la maquette numérique (BIM), la conception générative par intelligence artificielle, et la réalité étendue (XR) pour soutenir les processus collaboratifs et la livraison des projets.
L’agence est également impliquée dans des travaux de recherche sur les interactions entre architecture, intelligence artificielle, réalité étendue et méthodes computationnelles,.

## Projets (sélection)
- Théâtre aquatique en plein air de Taiyuan, Taiyuan (Chine, 2020)[6],[7]
- Passerelle d'entrée du parc de Taiyuan, Taiyuan (Chine, 2020)[7],[8]
- Bâtiment des artistes, Taiyuan (Chine, 2020)
- Requalification du Pont du Lion, Saint-Genis-Pouilly (France, 2022)[9],[10]
- Passerelles du parc du château, Bedburg (Allemagne, en cours)[11],[12]

## Galerie

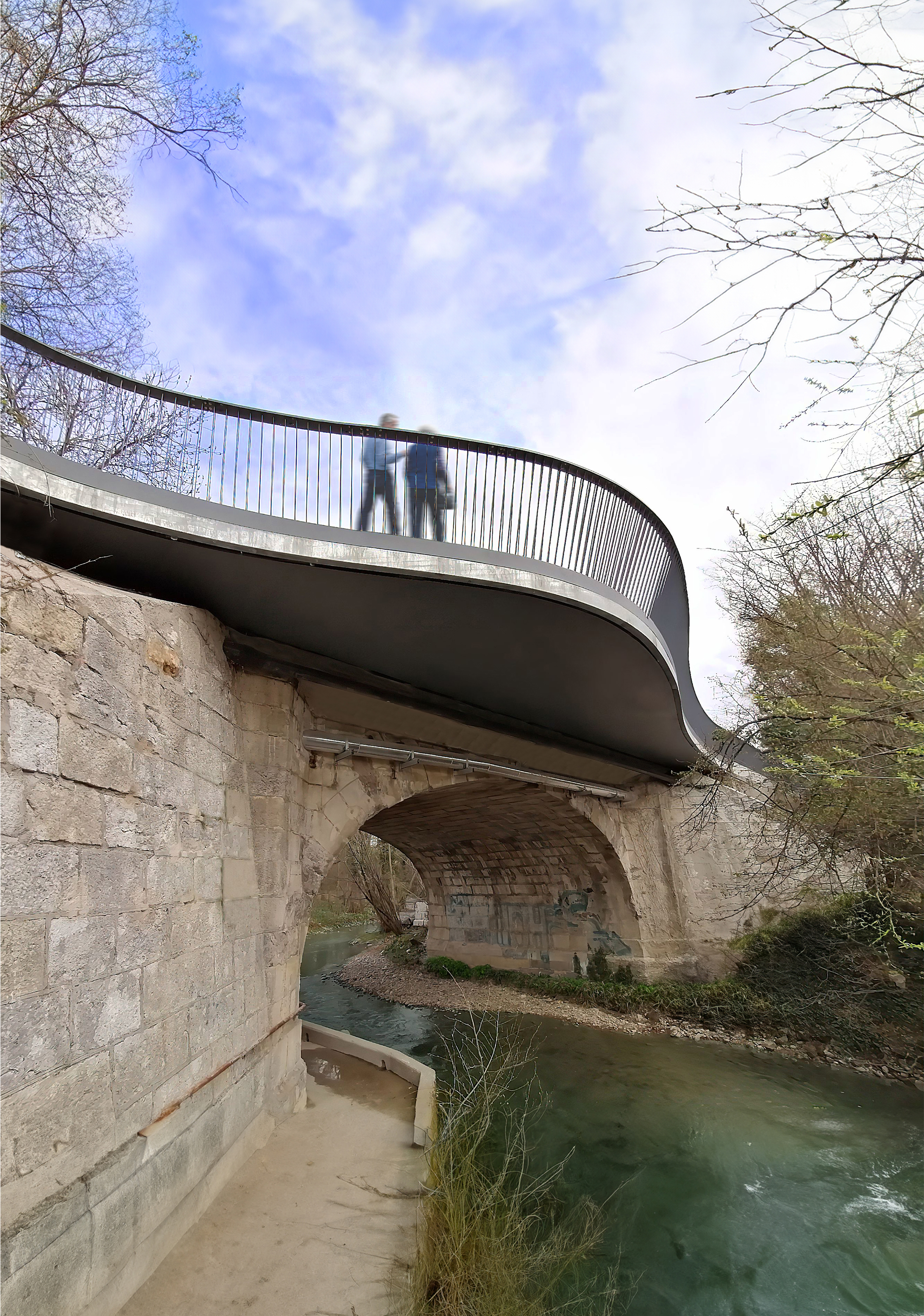
Requalification du Pont du Lion, Saint-Genis-Pouilly, France
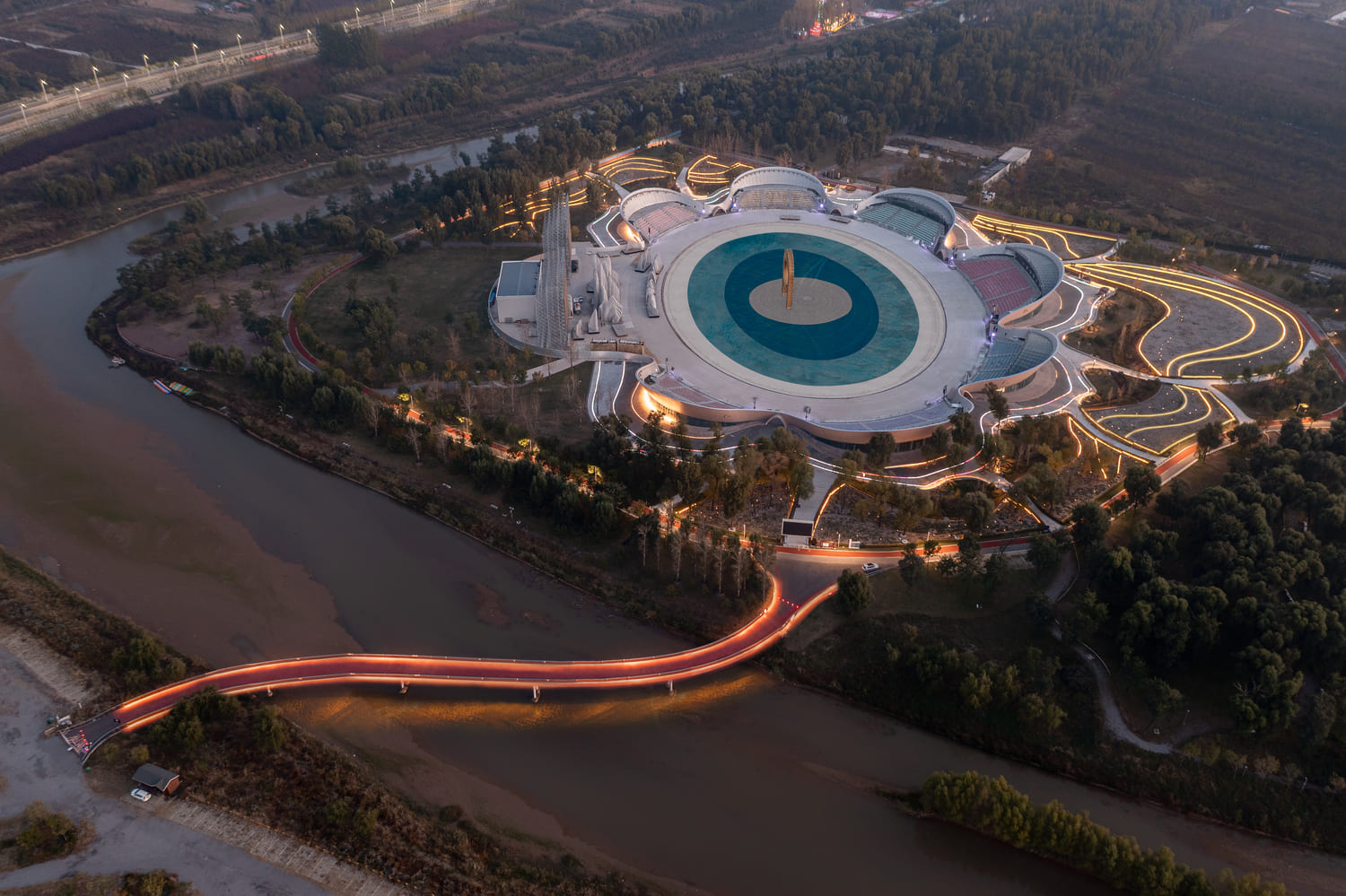
Vue drone du théâtre d’eau et de sa passerelle, Taiyuan, Chine
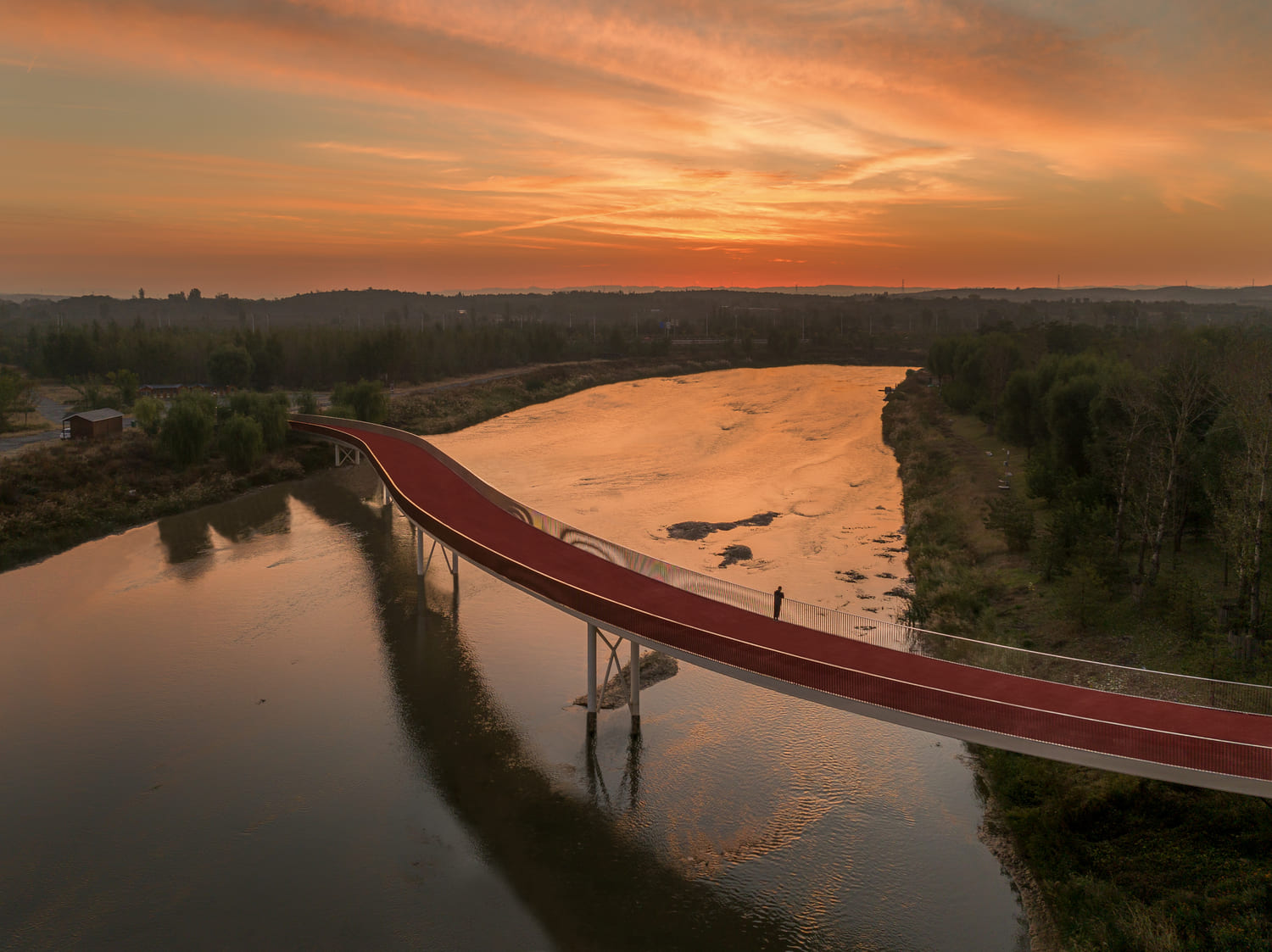
Passerelle d’entrée du théâtre d’eau, Taiyuan, Chine
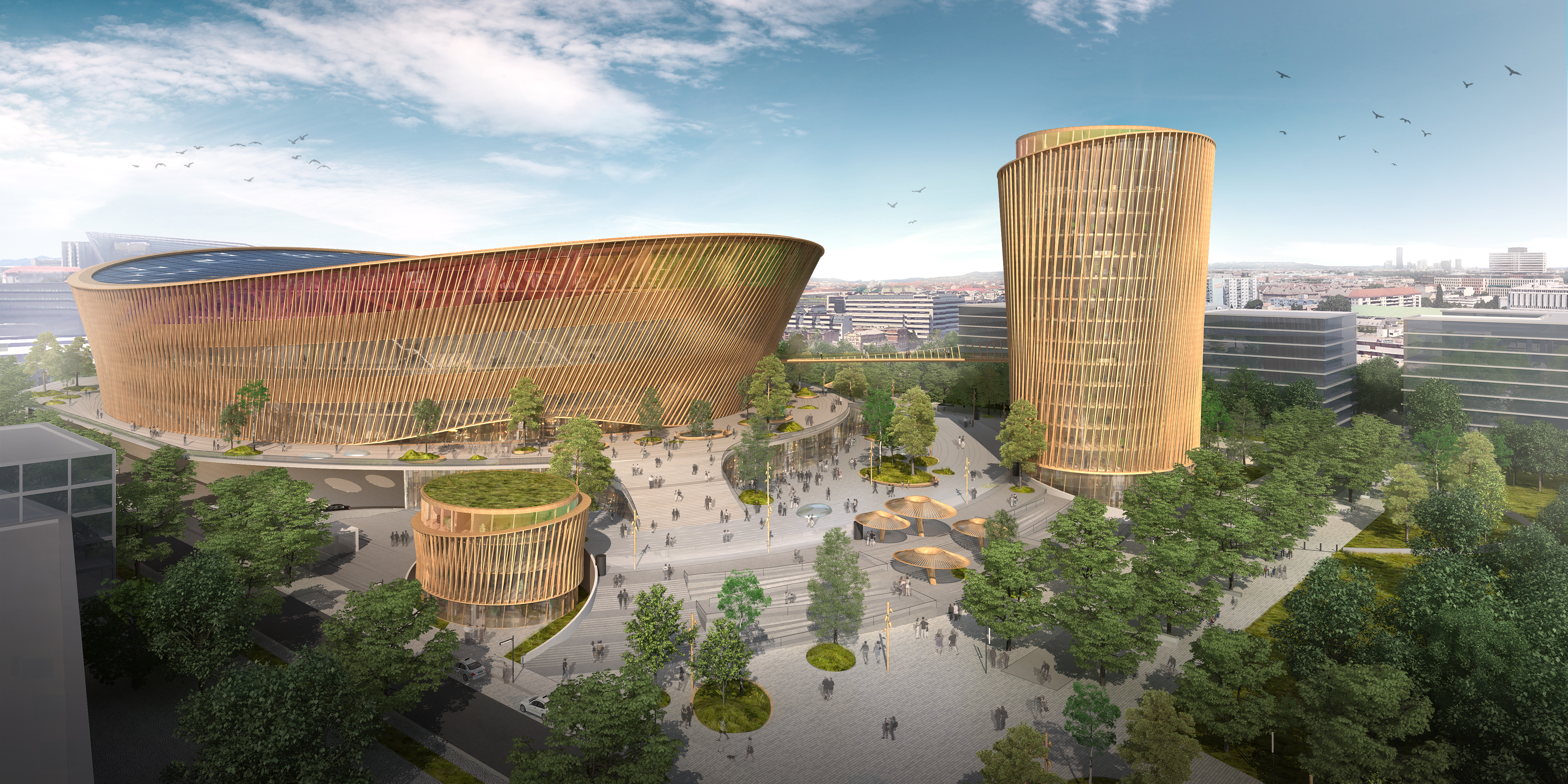
WH Arena - Vienna

## Distinctions
Les projets de l’agence ont été reconnus dans plusieurs concours internationaux :
- Prix Holcim – Nomination pour le projet « Quatertower » (2021)
- Architizer A+ Awards – Finalistes pour « WH Arena » (2022) et « Jahnsportpark » (2023)[13],[14]
- Trophées Eiffel d’architecture acier – Nomination pour « Pont du Lion » (2023)
- New Civil Engineer Bridge Awards – Sélection pour « Pont du Lion » et « Passerelle de Taiyuan » (2024)[15]